# أليس جيرارد
أليس جيرارد (بالإنجليزية: Alice Girard)‏ هي ممرضة أمريكية وكندية، ولدت في 1907 في واتربوري في الولايات المتحدة، وتوفيت في 1999.